# Piastra (moneta)
Piastra è stato il nome generico che indicava una moneta d'oro o più spesso d'argento di grande modulo, spesso uno scudo. 
- A Bologna nel XVI secolo era una moneta del valore di un testone. In seguito indicava lo scudo d'argento. Monete d'argento con questo nome furono battute nello Stato pontificio nel XVII e XVIII secolo.

- Nel Regno delle due Sicilie questo nome fu dato alla moneta d'argento da 120 grana da ca. 27 g emessa nel XVIII e XIX secolo.

- Piastra era anche il nome italiano del kuruş.

## Valute e monete storiche
- Piastra dell'Indocina francese
- Piastra della Turchia ottomana

## Monete in corso
Attualmente è una frazione di queste valute:
- 1/100 di Sterlina egiziana
- 1/100 di Dinaro giordano
- 1/100 di Lira libanese
- 1/100 di Sterlina sudanese
- 1/100 di Sterlina sudsudanese
- 1/100 di Lira siriana